# Opal (Wyoming)
Opal es un pueblo situado en el Lincoln en el estado estadounidense de Wyoming. La población era 297 habitantes en el censo de 2000 .

## Geografía
Opal se encuentra en las coordenadas 41°46′14″N 110°19′33″O / 41.77056, -110.32583. Según el United States Census Bureau, la ciudad tiene un área total de 1,1 km ², todos terrestres.

## Demografía
Según el censo del 2000, había 102 personas, 40 hogares y 26 familias que residían en la ciudad. La densidad de población era de 91.6/km ². La composición racial de la ciudad era:
- 99.02 % Blancos
- 0.98 % De dos o más razas
- 5,88 % Hispanos o latinos

Había 40 casas, de las cuales un 40.0 % tenían niños menores de 18 años que vivían con ellos, el 55.0 % eran parejas casadas que viven juntas, 7.5 % tenían un cabeza de familia femenino sin presencia del marido y un 35.0 % eran no-familias. El 5.0 % tenían a alguna persona anciana de 65 años de edad o más. 
En la ciudad la separación poblacional era con un 33.3 % menores de 18 años, el 3,9 % de 18 a 24, un 32.4 % de 25 a 44, el 24.5 % de 45 a 64, y el 5,9 % tenía 65 años de edad o más. La edad media fue de 33 años. Por cada 100 hembras había 100.0 varones. Por cada 100 mujeres mayores de 18 años, había 119.4 varones. 
La renta mediana para una casa en la ciudad era de $ 38 750, y la renta mediana para una familia de $ 52 083. Los varones tenían una renta mediana de $ 50 750 contra los $ 0 para las mujeres. El ingreso per cápita para la ciudad era de 14 355 dólares. El 2,2 % de la población vivía por debajo del umbral de la pobreza.